# Urbà VIII
Maffeo Barberini (1568-1644) va ser escollit papa el 1623, i va adoptar el nom d'Urbà VIII. Membre de la família de nobles florentina Barberini, va ser doctor en dret, i va exercir els càrrecs eclesiàstics d'arquebisbe de Natzaret i de Spoleto, nunci papal a França i cardenal.
La profecia de sant Malaquies es refereix a aquest papa com Lilium et rosa (Lliri i rosa), citació que pel que sembla fa referència al seu lloc de naixença, Florència, el símbol del qual és la flor de lis (lliri) i que comparteix amb França, país que durant el seu pontificat va tenir greus conflictes amb Anglaterra, simbolitzada per una rosa.

## Poesia
El compositor Giovanni G Kapsberger (1580-1651) posà música a dos llibres de poesies d'aquest papa.